# Adahuesca
Adahuesca (aragónul Adauesca) település Spanyolországban, Huesca tartományban. Adahuesca Abiego, Aínsa-Sobrarbe, Bárcabo, Bierge, Santa María de Dulcis és Alquézar községekkel határos. Lakosainak száma 207 fő (2024).

## Népesség
A település lakosságának változását az alábbi diagram mutatja:
| Lakosok száma | 164  | 163  | 169  | 168  | 176  | 172  | 166  | 177  | 190  | 207  |
|               | 2001 | 2004 | 2006 | 2009 | 2011 | 2014 | 2016 | 2019 | 2021 | 2024 |